# Cresmatoneta mutinensis
Cresmatoneta mutinensis is een spinnensoort in de taxonomische indeling van de hangmatspinnen (Linyphiidae).
Het dier behoort tot het geslacht Cresmatoneta. De wetenschappelijke naam van de soort werd voor het eerst geldig gepubliceerd in 1868 door Canestrini.